# Danh sách tập phim The Suite Life on Deck
Đây là danh sách các tập trong series phim sitcom của kênh Disney The Suite Life on Deck. Hiện phim đang chiếu đến phần thứ ba.Trong Việt Nam, Disney Channel Asia, nó phát sóng thứ sáu đến thứ hai
vào lúc 23:30.

## Series overview
| Phần | Số tập | Ngày chiếu (tại Mỹ) | Ngày chiếu (tại Mỹ) | Ngày phát hành DVD | Ngày phát hành DVD | Ngày phát hành DVD |
| Phần | Số tập | Khởi chiếu          | Kết thúc            | Vùng 1             | Vùng 2             | Vùng 4             |
| ---- | ------ | ------------------- | ------------------- | ------------------ | ------------------ | ------------------ |
| 1    | 21     | 26 tháng 9 năm 2008 | 17 tháng 7 năm 2009 | —                  | —                  | —                  |
| 2    | 28     | 7 tháng 8 năm 2009  | 18 tháng 6 năm 2010 | —                  | —                  | —                  |
| 3    | TBA    | 2 tháng 7 năm 2010  | TBA                 | —                  | —                  | —                  |

## Phần 1: 2008–09
- Phần 1 có 21 tập.
- Debby Ryan và Phill Lewis mỗi người vắng mặt 5 tập.
- Kim Rhodes trở lại vai chính Carey Martin trong 2 tập.
- Ashley Tisdale trở lại vai chính Maddie Fitzpatrick trong một tập.
- Brian Stepanek, Brittany Curran, Sophie Oda, Charlie Stewart, và Robert Torti trở lại vai phụ trong phim The Suite Life Of Zack & Cody mỗi người một tập.